# Check mate (singolo)
Check mate è una canzone della cantante brasiliana Ludmilla che fa parte del terzo album in studio con lo stesso nome del cantante "Check mate". È stata pubblicata il 8 marzo 2018 su iTunes, in occasione della Giornata internazionale della donna, il testo della canzone dimostra il sostegno al movimento femminista e si riferisce all'emancipazione delle donne.

## Video musicale
Il video è stato diretto da Bruno Ilogti, portando uno scenario che fa riferimento a una scacchiera, con predominanza dei colori bianco e nero. Nella clip, la cantante fa un paragone della forza della donna con la figura femminile nella partita a scacchi, la regina, poiché il pezzo è il più versatile nei movimenti e, quindi, è il più forte.